# Remetské Hámre
Remetské Hamre (do roku 1948 Remetské Hámry, maďarsky Remetevasgyár) jsou obec v severozápadní části okresu Sobrance na Slovensku.

## Historie
První písemná zmínka pochází z roku 1449, kdy na místě dnešní obce existovala osada uvedená pod názvem Olahremethe, neboli Valašské Remety. Toto sídlo vzniklo na území dnešní sousední obce Vyšné Remety, aby odtud mohli Valaši lépe využívat pastviny ve Vihorlatských vrších.
Do roku 1918 obec patřila do Užské župy, resp. Užhorodské stolice, v Uhersku, a poté přešlo do nově vzniklého Československa.

### Železárna
Na území Remetských Hámrů stála železárna, kterou ještě na začátku 19. století považovali za jednu z nejvýznamnějších v celém Uhersku. Koncem 18. století zdejší majetky vlastnil hrabě Filip Stárai. Jeho synové Vincent a Kryštof vlastnili železárnu nejpozději od 20. let 19. století. Ve starších písemnostech se uvádí, že zdejší hamr byl v provozu již od roku 1797 a zaměstnával kolem 90 dělníků. U této prosperující fabriky se pomalu od roku 1828 začala vytvářet osada, kterou místní pojmenovali Hámor, nebo Hamri. Uvádí se 68 domů a 467 obyvatel. Největšího rozmachu dosáhla až po roce 1864, kdy Ignác Gross začal stavět válcovnu, slévárnu a později výrobnu zemědělského nářadí. Železnou rudu kopali na Mochnatém vrchu a v okolních kopcích. Vytavená železná ruda se zpracovávala ve třech hamrech. V roce 1848 se vyráběly zejména hlavně do pušek (týdně asi 100 ks).

### Lesní úzkokolejná železnice
V obci se nacházela lesní úzkokolejná železnice Michalovce - Remetské Hámre - Morské oko. Trasa vedla od nádraží přes roviny a podhůří až do nitra Vihorlatských vrchů a měla 43 kilometrů. Provoz na této trati začal v polovině 20. let 20. století. Úzkokolejku využívali nejen ke svážení dřeva z lesa, ale také k dopravě majitelů lesa a jejich hostů do mysliveckého zámečku u Morského oka. Přístupová asfaltová cesta tehdy ještě nebyla vybudována. Tato trať s rozchodem 760 mm a parním provozem byla otevřena v roce 1924. Využila přitom trasy tří starých uherských koňských tratí: Michalovce - Velké Zalužice - Hnojné - Lázně (u Jovsa) a Remetské Hámry - Morské oko. V 60. letech 20. století část této tratě zanikla v souvislosti s výstavbou vodní nádrže Zemplínská Šírava. Později zanikla i část tratě od Remetských Hamrů k Morskému oku. Turisté naposledy jeli z Remetských Hámrů k Morskému oku v 60. letech. Bývalou úzkokolejnou železnici na konci obce dnes již připomíná pouze památník sestávající z makety motorové lokomotivy a dvou speciálních vozů sloužících ke svážení dřeva z lesa.

## Přírodní poměry
Obec leží ve Východoslovenské pahorkatině v severovýchodní části Východoslovenské nížiny, na říčce Okna. Nad obcí se vypíná vrch Lysák (821,1 m n. m.). Velká část katastrálního území obce leží ve Vihorlatských vrších v chráněné krajinné oblasti Vihorlat. Jeho součástí je přírodní rezervace Lysák a část přírodní rezervace Vihorlatský prales.